# スルジャン・バーヤック
スルジャン・バリャク（セルビア語: Срђан Баљак, Srđan Baljak、1978年11月25日-）は、ユーゴスラビア（現・セルビア）出身の元プロサッカー選手。現役時代のポジションはフォワード。
2002年にはJ1リーグのコンサドーレ札幌にも在籍した。当時の登録名はバーヤック。

## 所属クラブ
- 1997年 - 2002年  パルチザン・ベオグラード
  - 1997年 - 1999年  FKテレオプティク (レンタル移籍)
  - 2000年  FKラドニチュキ1923 (レンタル移籍)
  - 2000年 - 2001年  FKテレオプティク (レンタル移籍)
  - 2002年  FKブドゥチノスト・バナツキ・ドヴォル (レンタル移籍)
- 2002年7月 - 12月  コンサドーレ札幌
- 2003年 - 2006年  FKブドゥチノスト・バナツキ・ドヴォル
  - 2005年  オリンピク・バクー (レンタル移籍)
- 2006年 - 2007年  FKバナト・ズレニャニン
- 2007年 - 2009年  1.FSVマインツ05
- 2010年 - 2013年  MSVデュースブルク
- 2013年 - 2014年  ヴォルマティア・ヴォルムス
- 2014年 - 2017年  TSVショット・マインツ

## 個人成績
| 国内大会個人成績 | 国内大会個人成績 | 国内大会個人成績 | 国内大会個人成績 | 国内大会個人成績 | 国内大会個人成績 | 国内大会個人成績 | 国内大会個人成績 | 国内大会個人成績 | 国内大会個人成績 | 国内大会個人成績 | 国内大会個人成績 |
| 年度             | クラブ           | 背番号           | リーグ           | リーグ戦         | リーグ戦         | リーグ杯         | リーグ杯         | オープン杯       | オープン杯       | 期間通算         | 期間通算         |
| 年度             | クラブ           | 背番号           | リーグ           | 出場             | 得点             | 出場             | 得点             | 出場             | 得点             | 出場             | 得点             |
| 日本             | 日本             | 日本             | 日本             | リーグ戦         | リーグ戦         | リーグ杯         | リーグ杯         | 天皇杯           | 天皇杯           | 期間通算         | 期間通算         |
| ---------------- | ---------------- | ---------------- | ---------------- | ---------------- | ---------------- | ---------------- | ---------------- | ---------------- | ---------------- | ---------------- | ---------------- |
| 2002             | 札幌             | 28               | J1               | 13               | 3                | 0                | 0                |                  |                  |                  |                  |
| 通算             | 日本             | 日本             | J1               | 13               | 3                | 0                | 0                |                  |                  |                  |                  |
| 総通算           | 総通算           | 総通算           | 総通算           | 13               | 3                | 0                | 0                |                  |                  |                  |                  |

## タイトル
FKブドゥチノスト・バナツキ・ドヴォル
- セルビア・モンテネグロ・ドルガ・リーガ：1回（2004-05）

TSVショット・マインツ
- オーバーリーガラインラント・プファルツ/ザール：1回（2016-17）

個人
- セルビア・スーペルリーガ得点王：1回（2006-07）